# Pukanec
Pukanec – wieś (obec) na Słowacji położona w kraju nitrzańskim, w powiecie Levice. Pierwsze wzmianki o miejscowości pochodzą z roku 1321. 
Według danych z dnia 31 grudnia 2012, wieś zamieszkiwało 1955 osób, w tym 1006 kobiet i 949 mężczyzn.
W 2001 roku rozkład populacji względem narodowości i przynależności etnicznej wyglądał następująco:
- Słowacy – 95,73%
- Czesi – 0,88%
- Morawianie – 0,05%
- Niemcy – 0,14%
- Polacy – 0,05%
- Romowie – 1,11%
- Węgrzy – 0,6%

Ze względu na wyznawaną religię struktura mieszkańców kształtowała się w 2001 roku następująco:
- Katolicy rzymscy – 63,11%
- Grekokatolicy – 0,14%
- Ewangelicy – 20,19%
- Husyci – 0,05%
- Ateiści – 14,15%
- Przedstawiciele innych wyznań – 0,05%
- Nie podano – 1,81%